# مستوطنة لوجارة المسلمة

مقاطعة فودجا حيث توجد مدينة لوتشرا.

مستوطنة لوجارة المسلمة (بالإيطالية: Insediamento musulmano di Lucera) هي مستوطنة أسست نتيجة لقرار فريدريك الثاني هوهنشتاوفن بنقل 20,000 من المسلمين الصقليين إلى مدينة لوجارة في بولية جنوب إيطاليا. وازدهرت المستوطنة لنحو 75 عامًا حتى في سنة 1300 عندما أزالتها القوات المسيحية لشارل الثاني ملك نابولي، وتعرض سكانها المسلمون إما للنفي أو بيعهم رقيق.

## البداية
لم تكن أراضي صقلية التي ورثها فريدريك الثاني من والدته كونستانس ملكة صقلية تحمل الأغلبية الكاثوليكية الرومانية فقط، ولكن يوجد بها أيضًا أعداد كبيرة من الإغريق واليهود والمسلمين. ومسلمو الريجنو هم جماعة غير متجانسة، شملت العرب (وموجودون بكثرة في مثلث مازر- مونريالي- كورليوني) والأمازيغ (استقر معظمهم في جرجنت ومقاطعتها) وكذلك مجموعات صغيرة من الفرس (وعلى وجه الخصوص مجتمع خوارزم في باليرمو)، وأعدادة كبيرة من السكان المحليين الذين اعتنقوا الإسلام أثناء الحكم الإسلامي في صقلية.
لم يجلب تولي فريدريك للعرش أي سلام سواءا الاجتماعي أو الديني إلى صقلية. فكانت تضاريس الجزيرة واقعيا مرغوبة لحركات المقاومة الإسلامية، على أمل استعادة هيمنة الإسلام على جزيرة صقلية التي أطلق عليها باللغة العربية الأرض الكبيرة. فوجدت بعض الجماعات الإسلامية قواعد للمقاومة في وسط صقلية وغربيها، وحول إيتو وإنتيلا. وقادت المقاومة في انتيلا امرأة مسلمة ذكرتها السجلات المسيحية المعاصرة لها باسم «فيراجو انتيلا».

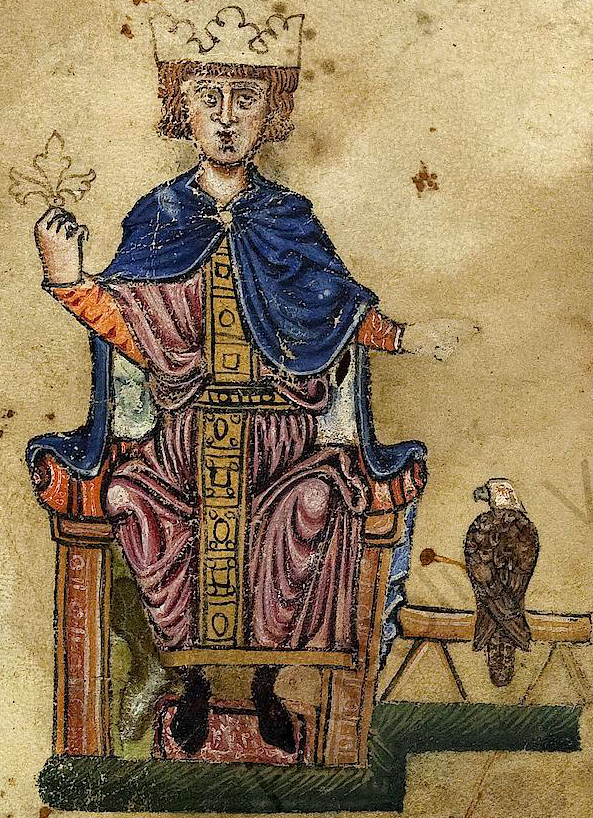
فريدريك الثاني ومعه طائره العقاب.

وبسبب عودة معظم المسلمين الأثرياء وأصحاب النفوذ إلى شمال إفريقيا قرر فريدريك الثاني سنة 1220 طرد ماتبقى من المسلمين من صقلية، أو على الأقل الجماعات الأقل نشاطاً، الذين شكلوا القيادة الأساسية المتبقية لمجتمع المسلمين من الشخصيات البارزة والعلماء والمحاربين مع أسرهم، وإعادة توطينهم في البر الإيطالي الجنوبي.
وكانت أماكن إعادة توطين المسلمين هي:لوتشرا (في بولية التي يرجع تاريخها إلى سنة 1224) وجيروفالكو (في كالابريا) وأتشيرينزا (في لوكانيا). ورُحِّلت مجموعات صغيرة من المسلمين الصقليين إلى مناطق ستورنارا وقلعة مونتي ساراسينو وقلعة ساراسينو وكذلك إلى كامبانيا.
قدّر معظم العلماء المعاصرين عدد سكان هذه المجتمعات المسلمة بنحو 60,000 فرد، انطلاقًا من قدرة تلك المجتمعات على تزويد ملوك صقلية بوحدة عسكرية تضم نحو 14-15 ألف رجل منهم مابين 7-10 آلاف -كما ورد في التقارير من المصادر المعاصرة- حاربت في معركة كورتنوفا. شكلت تلك القوات ومعظمها من الرماة المدججين بالسلاح والكثير منهم تدرب على استخدام المقلاع، وأيضا ليكونوا الحرس الشخصي الموالي لهوهنشتاوفن، حيث لم تكن لهم أي صلة بالمنافسين السياسيين من «بيت شوابيا». وكانوا على استعداد لشن الحرب - حتى بشراسة بالمعايير المعاصرة - على السكان المحليين، وكان اعتمادهم الكلي على ملكهم.
وفي سنة 1239 أمر الإمبراطور فريدريك الثاني بإعادة تجميع أهالي الساراسين في لوسيرا وأبولية، الأمر الذي اكتمل بحلول 1240، حيث استقر 20 ألف مسلم في لوسيرا، و30 ألف في الأماكن المجاورة من بولية والـ 10 آلاف المتبقين وضعوا في مجتمعات خارج بولية. في تلك البيئة المستحكمة لم يتمكن المسلمون من تحدي السلطة الملكية وإن استفادوا من التاج بالضرائب والخدمة العسكرية.
أضحت لوجارة أو (Lucaera Saracenorum) أو لوغيرة بالعربية العاصمة السياسية والثقافية الفعلية لتلك المجتمعات المسلمة. وأضحت أيضًا مقر إقامة ملكية لملوك شوابيا. عاش فيها 20,000 مسلم من صقلية لمدة 80 عامًا تقريبًا، حتى سنة 1300 عندما أمر ملك آل أنجو الجديد شارل الثاني باجتياح المسلمين فيها. فتعرض أهاليها المسلمين إما للطرد أو بيعوا رقيق في سوق النخاسة.

## مميزات المستوطنة
كان المستوطنون الجدد خبراء بالزراعة، حيث سمح لهم بالعمل في الحقول في لوتشرا كما كان الحال في صقلية. وسمح لهم أيضا بشراء وتملك الأراضي والمنازل، سواء داخل المدينة أو في ضواحيها المباشرة. على العموم كانت الضرائب المستحقة على مسلمي لوتشرا نحو 10٪ من دخلهم. والأنشطة الأخرى التي سمح لهم بالعمل فيها كانت التجارة والطب التي برع فيها العرب، والحرف المختلفة. وقاموا أيضا بزراعة القمح الصلب والشعير والبقوليات والعنب وغيرها من الفواكه. كما استزرعوا النحل للعسل.
كانت لوتشرا منذ 1234 مركزًا تجاريا رئيسيا للمعارض المعتمدة في مملكة صقلية، وكانت واحدة من المعارض السبعة المعتمدة في المملكة التي كانت تجري في الفترة من 24 يونيو إلى 1 يوليو من كل عام؛ تم السماح للتجار المسلمين المحليين بالمشاركة في جميع المعارض الأخرى في المملكة إلى جانب صقلية.
جرت محاولات لتبشير مستعمرة لوتشرا المسلمة أدارها الرهبان الدومينيكان الذين سمح لهم بموجب ترخيص إمبراطوري بناءً على طلب البابا، فقاموا بالوعظ ومحاولة تحويل ديانة غير المسلمين (بمن فيهم اليهود) في المدينة. ولكن النتائج كالعادة كانت مخيبة للآمال. مع أن الكنيسة قامت في سنة 1215 بتنفيذ تدابير تمييزية للغاية في المجلس الرابع لاتران بحق المسلمين واليهود ويُعرفون باسم servi camera وهم ملكية شخصية للتاج (وهي مشابهة للحالة الاجتماعية للذمي في دار الإسلام) بأن يرتدون ملابس تسمح بتحديد هويتهم بسهولة. إلا أن هذا الإجراء احتاج إلى إذن من الإمبراطور في مملكة صقلية لليهود في تراني، وأيضا لبناء كنيس جديد.
وقد تمتع مجتمع لوجارة المسلم بحرية تامة في ممارسة شعائره وطقوسه. كان بها مسجد (جامع) خاص بها، ومدارس قرآنية وقاضي مسلم خاص بهم قادر على الحكم على الدعاوى القضائية بين المسلمين حسب الشريعة الإسلامية.
كان النشاط الرئيسي لذكور مجتمع لوجارة المسلم هو الخدمة في الجيش الملكي، وكل نشاط آخر كان ثانويًا. ونفس الشيء مع ملوك شوابيا. ولقد خصص البلاط الشوابي تقديره للرماة الذين قاتلوا معهم في حملاتهم الإيطالية، وللملك الأنجوي شارل الأول في رومانيا وألبانيا. بالإضافة إلى الأجورهم المعتادة في حالات السلوكيات الخاصة أو الشجاعة التي تحظى بتقدير خاص، فقد يتمكن الجنود من نيل الإعفاء الفردي أو العائلي من الضرائب.

## الخاتمة
كان لدى مانفرد مجموعة من رماة لوجارة المسلمين معه عندما هزم في معركة بينيفنتو أمام كارلو الأول ملك نابولي. في العام التالي تمردت لوتشرا ضد الغزاة أنجفين الجدد. وبعد حصار صارم وشديد التزم كارلو أنجو بالمحافظة على المستعمرة المسلمة، مؤكداً بالإبقاء على جميع امتيازاتها الحالية مقابل دفع ضريبة ثقيلة. ثم أنشأ الحكام الفرنسيون الجدد مستعمرة بروفنسية تضم 240 أسرة سيطرت على قلعة مونت ألبانو التي تشرف على المدينة.
كان هذا الاعتدال مرتبطًا بالتنظيم الوشيك للحملة الصليبية الثامنة بقيادة لويس التاسع ملك فرنسا شقيق كارلو الأول سنة 1270 ضد تونس. وانتهت الحملة بالفشل مع وفاة الملك بسبب المرض. إلا أنه ومع وفاة كارلو الأول تغير الوضع جذريا باستلام ابنه وخليفته شارل الثاني الحكم في 1289. فقد خطط بالفعل لطرد اليهود من مناطق هيمنته أنجو وماين. وفي سنة 1300 اتخذ قرارا مشابها لحل مشكلة مسلمي لوجارة نهائيا. ومن الواضح أن عمليات مصادرة الملكيات مكنت ملك أنجو من تسوية العديد من ديونه مع المصرفيين الفلورسين.
قاد كونت ألتامورا جيوفاني بيبينو دي بارليتا الهجوم بوجود بعض الخيانات من الداخل. اختارت بعض العائلات الثرية من مسلمي لوتشرا والمرتبطة خارجيا بشكل جيد التحول إلى المسيحية بسرعة.
تم ذبح غالبية سكان المدينة المسلمين - كما حدث لما يقرب من 10,000 منهم - وبيع الباقي في أسواق النخاسة، في حين فضل الكثيرون اللجوء إلى ألبانيا عبر البحر الأدرياتيكي. هُدمت المساجد أو تحولت إلى الكنائس، مثل الكاتدرائية S Maria della Vittoria. حتى معظم المسلمين الذين اعتنقوا المسيحية بيعوا عبيدا في الأسواق. وبعدها بعامين وافق شارل الثاني على مجموعة صغيرة من المسلمون الذين أصولهم من لوتشرا ليستقروا في تشيفيتاتي ليكونوا مجتمعا خاصا بهم ولكن مثل هذا المجتمع لم تكن له قيمة تذكر.
بعد طرد المسلمين من لوجارة حاول شارل الثاني أن يوطن المسيحيين في المدينة، من بينهم أكبر عدد ممكن من الجنود والمزارعين من بورغندي وبروفنسال. لايزال بقايا نسل هؤلاء المستعمرين البروفنسال الذين يتحدثون لهجة بروفنسالية فرنسية موجودون إلى يومنا هذا في قريتي فايتو وتشلي دي سان فيتو.

## روابط خارجية
- لوجارة مدينة عربية اسلامية وسط ايطاليا زمن الحروب الصليبية